# Barranc de la Plana I
Barranc de la Plana I és un abric que conté pintures rupestres d'estil llevantí. Està situat en el terme municipal de Mequinensa (Aragó). Es tracta d'una petita cova orientada al Sud i oberta en als cingles rocosos d'un aflorament situat al costat de la localitat de Mequinensa, en el qual s'ha descobert un poblat de l'edat del bronze Mitjà-Tardà. A l'interior de l'abric, apareixen dos panells: el primer conté gravats de traç gruixut i poc profund i uns altres de traç molt fi, amb representació de tectiformes antropomorfs, línies paral·leles i convergents i figures arboriformes o avetiformes. L'altre panell, situat davant, compta amb dues figures pintades en vermell molt esvaït i embegut en el suport que representen un pectiniforme i una altra figura de forma lanceolada.
L'abric està inclòs dins de la relació de coves i abrics amb manifestacions d'art rupestre considerats Béns d'Interès Cultural en virtut del que es disposa en la disposició addicional segona de la Llei 3/1999, de 10 de març, del Patrimoni Cultural Aragonès. Aquest llistat va ser publicat en el Butlletí Oficial d'Aragó del dia 27 de març de 2002. Forma part del conjunt de l'art rupestre de l'arc mediterrani de la península ibèrica, que va ser declarat Patrimoni de la Humanitat per la Unesco (ref. 874-653). També va ser declarat Bé d'Interès Cultural amb el codi RI-51-0009509.